# Пеллер, Владимир Израйлевич
Влади́мир Изра́йлевич Пе́ллер (1913—1978) — советский государственный и хозяйственный деятель, участник Великой Отечественной войны. Герой Социалистического Труда (1966). Полный кавалер Ордена Славы (1944, 1944, 1945). Депутат ВС СССР 8 созыва (1970—1974). Делегат XXIV съезда КПСС (1971). Член ЦРК КПСС (1971—1976).

## Довоенная биография
Родился 24 августа [6 сентября] 1913 года в уездном местечке Ольгополь (ныне Чечельницкий район, Винницкая область, Украина).
Окончил семь классов.
Владимира Пеллера в ряды РККА призвали в 1935 году, а службу в пограничных войсках закончил в 1938 году.
По окончании службы в армии остался на Дальнем Востоке: работал трактористом в колхозе «Красный Октябрь» (Октябрьский район, Еврейская автономная область). Через полгода после начала работы в колхозе «Красный Октябрь» был единогласно избран на пост председателя колхоза.

## Участие вВеликой Отечественной войне
Вновь был призван в РККА в 1941 году. На фронт Великой Отечественной войны попал в том же году.
Старшина Пеллер с группой бойцов 28 апреля 1944 года у деревни Гора (Себежский район, Псковская область) пробрался к гитлеровскому дзоту, который забросал противотанковыми гранатами, ликвидировав пулемёт с его расчётом.
Указом Президиума ВС СССР от 5 июня 1944 года «за мужество и отвагу, проявленные в боях с немецко-фашистскими захватчиками» гвардии старшина Пеллер Владимир Израйлевич награждён орденом Славы III степени.
25 июля 1944 года в бою за высоту у населенного пункта Жагишки (Зарасайский район, Литовская ССР) гвардии старшина Владимир Израйлевич Пеллер под артиллерийским огнём гитлеровцев доставлял бойцам боеприпасы. В критический момент, заменив раненого командира взвода, Владимир Пеллер поднял советских солдат в атаку. В этом бою старшина был контужен, но остался в строю.
Указом Президиума ВС СССР от 3 октября 1944 года «за мужество и отвагу, проявленные в боях с немецко-фашистскими захватчиками» гвардии старшина Пеллер Владимир Израйлевич награждён орденом Славы II степени.
17—19 сентября 1944 года в бою юго-западнее латвийского города Добеле старшина Владимир Пеллер своевременно обеспечивал бойцов роты боеприпасами и продуктами питания. В этом бою Владимир Пеллер был ранен, но продолжил выполнять задание, чем способствовал отражению четырёх контратак противника.
Указом Президиума ВС СССР от 24 марта 1945 года «за образцовое выполнение заданий командования в боях с немецко-фашистскими захватчиками» гвардии старшина Пеллер Владимир Израйлевич награждён орденом Славы I степени, став полным кавалером ордена Славы.

## Послевоенная биография
В 1946 году младший лейтенант Пеллер Владимир Израйлевич был демобилизован.
Член ВКП(б) с 1947 года.
После демобилизации жил в селе Валдгейм Биробиджанского района Еврейской автономной области, где зарекомендовал себя отличным организатором в колхозе.
В колхозе «Правда», после избрания на пост, Владимир Израйлевич Пеллер начал большое строительство: начали сооружать парники, животноводческие помещения и жилые дома, а затем Владимир Израйлевич Пеллер руководил Надежденским совхозом, а с 1962 года — колхозом «Заветы Ильича». Под его руководством находилось крупное хозяйство: четыре села, тысяча гектаров пашни, сотни разных машин, большое количество скота.
Указом Президиума ВС СССР от 22 марта 1966 года за выдающиеся успехи, достигнутые в развитии сельскохозяйственного производства, председателю колхоза «Заветы Ильича» Биробиджанского района Еврейской автономной области Владимиру Израйлевичу Пеллеру присвоено звание Героя Социалистического Труда с вручением ордена Ленина и медали «Серп и Молот».
Владимир Израйлевич Пеллер избирался депутатом ВС СССР 8 созыва (1970—1974), делегатом XXIV съезда КПСС (1971), членом ЦРК КПСС (1971—1976).
Умер 25 декабря 1978 года. Похоронен на кладбище села Валдгейм.

## Награды
- Герой Социалистического Труда с вручением медали «Серп и Молот» (1966)
- орден Ленина (1966)
- полный кавалер Ордена Славы (1944, 1944, 1945)
- орден Октябрьской Революции
- медаль «За боевые заслуги» (1944)
- медаль «За оборону Одессы»
- медаль «За оборону Сталинграда»
- Постановлением Законодательного Собрания Еврейской автономной области от 19 июля 2000 года № 155 удостоен почётного звания ЕАО «Почётный гражданин Еврейской автономной области» (посмертно).

## Увековечивание памяти
- Его бюст установлен в селе Валдгейме
- Улица, названная в честь Владимира Пеллера, в селе Валдгейме
- На доме, где он жил, установлена мемориальная доска
- В Еврейской автономной области в течение 25 лет проводится международный легкоатлетический 20-километровый (21 км 97,5 м) полумарафон имени В.И. Пеллера[3][4][5]
- В 2015 году имя Владимира Израйлевича было выбито на отдельном гранитном пилоне Аллеи Героев в Сквере Победы в Биробиджане (торжественное открытие состоялось 7 мая 2015 года)[6][7]
- С 2017 года школа в селе Птичник носит его имя